# Équipe de Belgique de rugby à XV des moins de 20 ans
L'équipe de Belgique des moins de 20 ans est constituée par une sélection des meilleurs joueurs belges de rugby à XV de moins de 20 ans, sous l'égide de la Fédération belge de rugby à XV.

## Histoire
L'équipe de Belgique des moins de 20 ans est créée en 2008, remplaçant les équipes de Belgique des moins de 21 ans et des moins de 19 ans à la suite de la décision de l'IRB en 2007 de restructurer les compétitions internationales junior.
N'ayant jamais participé ni au championnat du monde junior, ni au Trophée mondial junior, elle dispute la compétition européenne dédiée à cette catégorie d'âge, le championnat d'Europe des moins de 20 ans.
En 2017, elle dispute les quarts de finale du championnat, et termine finalement à la 5e place.
La sélection est un temps enregistrée par la Fédération en tant qu'équipe réserve de l'équipe nationale senior ; cette particularité est abolie par les règlements de World Rugby à compter du 1er janvier 2018,.